# زبیر بیه
زبیر بیه (انگلیسی: Zoubeir Baya؛ زادهٔ ۱۵ مهٔ ۱۹۷۱) یک بازیکن فوتبال اهل تونس است.
وی همچنین در تیم ملی فوتبال تونس بازی کرده‌است.